# Platysulcus tardus
A Platysulcus tardus (a latin platy, széles és sulcus, mélyedés szavakból, utalva széles, sekély sejtszájukra) a sárgásmoszatok egyik legkorábban különvált ága. A Platysulcea osztály, a Platysulcida rend és a Platysulcidae család egyetlen ismert tagja.

## Morfológia
Lebegő kétostorú élőlény rövid elülső, hosszú hátulsó ostorral és a sárgásmoszatokra jellemző ostorszerkezettel. Elülső ostora masztigonémái és a mitokondrium cristái tubulárisak. Bazális testén és ostora átmeneti részein nincsenek gyűrűs vagy helikális szerkezetek. A két ostorgyökér 11 L alakban elrendezett mikrotubulusból áll.
Sejtjei oválisak vagy tojás alakúak, hosszuk 5,62 μm, szélességük 3,76 μm. Az elülső ostor 9, a hátulsó 17 μm hosszú. Extruszómáik és nagy, lapos vezikulumuk vannak a citoplazma körül, melyben a sejtmag, a mitokondriumok és a mikrotestek vannak.
Eggyel több mitokondriális gyökere van a rövidebb ostor oldalán.

## Ökológia
Tengerifüveken lévő üledéken gyűjtötték be Palau Ngeruktabel szigete közelében. Szabadon élő fagotróf bakterivor tengeri protiszta.

## Filogenetika és taxonómia

### Filogenetika
A Platysulcea a sárgásmoszatok legkorábban leváló ága, a Bigyrát és Gyristát tartalmazó klád testvércsoportja filogenetikai elemzések szerint.
|  | Ochrophyta                                                    |
|  |                                                               |
|  | \| \| Pseudofungi \| \| \| \| \| \| Bigyromonadea \| \| \| \| |
|  |                                                               |
|  | Pseudofungi                                                   |
|  |                                                               |
|  | Bigyromonadea                                                 |
|  |                                                               |

|  | Pseudofungi   |
|  |               |
|  | Bigyromonadea |
|  |               |

|  | Sagenista |
|  |           |
|  | Opalozoa  |
|  |           |

|  | Ochrophyta                                                    |
|  |                                                               |
|  | \| \| Pseudofungi \| \| \| \| \| \| Bigyromonadea \| \| \| \| |
|  |                                                               |
|  | Pseudofungi                                                   |
|  |                                                               |
|  | Bigyromonadea                                                 |
|  |                                                               |

|  | Pseudofungi   |
|  |               |
|  | Bigyromonadea |
|  |               |

|  | Sagenista |
|  |           |
|  | Opalozoa  |
|  |           |

|  | Ochrophyta                                                    |
|  |                                                               |
|  | \| \| Pseudofungi \| \| \| \| \| \| Bigyromonadea \| \| \| \| |
|  |                                                               |
|  | Pseudofungi                                                   |
|  |                                                               |
|  | Bigyromonadea                                                 |
|  |                                                               |

|  | Pseudofungi   |
|  |               |
|  | Bigyromonadea |
|  |               |

|  | Sagenista |
|  |           |
|  | Opalozoa  |
|  |           |

|  | Ochrophyta                                                    |
|  |                                                               |
|  | \| \| Pseudofungi \| \| \| \| \| \| Bigyromonadea \| \| \| \| |
|  |                                                               |
|  | Pseudofungi                                                   |
|  |                                                               |
|  | Bigyromonadea                                                 |
|  |                                                               |

|  | Pseudofungi   |
|  |               |
|  | Bigyromonadea |
|  |               |

|  | Sagenista |
|  |           |
|  | Opalozoa  |
|  |           |

### Taxonómaia
A filogenetikai eredmények ellenére gyakran a Bigyra részének tekintik a Platysulceát.
- Classis Platysulcea Cavalier-Smith, 2017
  - Ordo Platysulcida Cavalier-Smith, 2017
    - Familia Platysulcidae Shiratori, Nkayama et Ishida, 2015
      - Platysulcus Shiratori, Nkayama et Ishida, 2015
        - Platysulcus tardus Shiratori, Nkayama et Ishida, 2015

## Fordítás
Ez a szócikk részben vagy egészben  a   Platysulcus című angol Wikipédia-szócikk ezen változatának fordításán alapul.  Az eredeti cikk szerkesztőit annak laptörténete sorolja fel. Ez a jelzés csupán a megfogalmazás eredetét és a szerzői jogokat jelzi, nem szolgál a cikkben szereplő információk forrásmegjelöléseként.